# 無聲 The Silent Forest
『無聲 The Silent Forest』（むせい　ザ・サイレント・フォレスト、原題：無聲、英題：The Silent Forest）は、2020年の台湾映画。
台湾のろう学校である国立台南特別学校において、実際に起きた性的虐待事件を基にしている。
監督は、世新大学で映画を学び、2014年に制作した『溺境』で第37回金穂奨優等賞を受賞したコー・チェンニエン。
2020年、第57回金馬奨で、最優秀新人俳優賞、最優秀音響賞を受賞した。
2021年、台北映画祭で最優秀新人俳優賞を受賞、第15回アジア・フィルム・アワードで最優秀助演男優賞を受賞した。

## ストーリー
聴覚障害者（ろう者）の少年チャンは、電車から降りて逃げる老人を追い、捕まえると殴り始めた。駆けつけた警察に老人とともに連行されたチャンは、手話で何とか事情を説明しようとするも伝わらない。そこへチャンの転校先の教師ワンが呼ばれ、チャンに代わって老人がスリだったことを説明する。警察から放免され、ワン先生とろう学校にやって来たチャンは、ろう者の生徒たちが楽しそうに学校生活を送っている光景を目にし、普通学校での辛い体験から解放された新しい生活に期待を抱く。その夜、学校のパーティーに招待されたチャンは、まだ友人がいないため溶け込めなかったが、同級生の少女ベイベイに心惹かれる。
翌日、チャンはスクールバスの中でベイベイが友人たちと楽しそうにしているのを見る。彼女は途中、バスから台湾の伝統芸能、歌仔戯を見ていた。授業中、ベイベイが鼻をつまんで息を止めているのを発見したチャンは訝しむ。その夜、眠れなくなって起きたチャンは、携帯電話がつながらないためWi-Fiスポットを探し学校の廊下を歩いていると、トイレから光が漏れているのに気付く。不審に思ったチャンだったが、校舎の下から懐中電灯を点滅させて呼ぶベイベイに気付き、何が起こっているのか尋ねると、彼女はただ遊んでいるだけだと答える。ベイベイはプールに入り、泳ぐ練習をしたいと話題を変え、二人は打ち解ける。
翌日、バスに乗っていたチャンは、後方で制服のジャージが吊り下げられ奥が見えないように仕切られているのに気付く。チャンは中を覗くと、ベイベイが男子生徒にレイプされているのを発見する。主犯格の生徒ユングアンは、黙っているように無言で諭す。チャンは恐怖のあまりその場を去る。同乗している教師も気付いているようだが、何もしない。しかし、その後もベイベイと男子生徒たちが何事もなかったかのように学校生活を送っているのを見たチャンは、不信感をあらわにしてユングアンを睨む。その態度が気に食わないユングアンは、夜中チャンをベッドから引きずり出し虐待行為に巻き込もうとするが、警報装置が鳴り辛うじて助かる。このような悲惨な状況をなぜ教師に訴えないのかチャンに尋ねられたベイベイは、レイプされることを除けば良い友人たちなので黙っているのが得策だと答える。
次の日、チャンは事件を暴露しようとベイベイを連れてワン先生のもとへ行くが、彼女は黙秘する。しかし、チャンの説得により、レイプに至った経緯とそれを他の教師に訴えたが聞き入れられなかったことを明かした。ワン先生は校長に報告し、数日後、生徒全員に聞き取り調査をすると、多くがレイプや性的虐待の被害に遭っており、その数は127件にも及んでいた。主犯がユングアンだと判明したものの、事情を聞かれた彼は不遜な態度ではぐらかす。ユングアンの両親が呼び出され注意を受けたが、そのことでチャンは報復を受ける。ベイベイの祖父は、彼女を休学させる。
チャンはベイベイを映画に誘うが、鑑賞中にやって来た別の客に自分たちが予約した席だと言われる。耳の聞こえないチャンは、何とかコミュニケーションを取ろうとするが失敗し、周囲の観客から迷惑がられる。居た堪れなくなったベイベイはその場を去る。外に出たチャンはベイベイから、普通の社会には居場所がなく学校に戻りたいと告げられる。チャンはワン先生を通じて、ベイベイの祖父に学校への復帰を頼む。しかし祖父に断られ、チャンは直談判するが、言葉が通じない状況に苛立った祖父はチャンを払い除けてしまう。その反動で人にぶつかり補聴器を落としてしまったチャンは、拾う際に周囲の状況を把握できず台車と衝突してトラブルになる。その様子に同情したベイベイの祖父は、相手に謝罪しチャンの話を聞く。チャンはベイベイを必ず守ると約束し、祖父は学校への復帰を許す。
学校に戻ったベイベイは、放課後、チャンと一緒にワン先生の車で自宅に送られる。チャンは途中で下車すると待ち構えていた男子生徒たちに拉致された。学校の倉庫に連れていかれたチャンは、虐待されていた男子の一人バオディが拘束されているのを目にする。ユングアンは、バオディの性器をしゃぶればベイベイを虐待しないと脅迫し、手下にバオディの下着を下ろさせる。抵抗できないチャンは、言われるがままにフェラチオをし、その様子をスマートフォンで撮影される。
翌日、以前勤務していた教師が出席する学校の式典で、ユングアンは酷く怯えていた。チャンは、ベイベイのために弁当を持ってきたが約束の場所にいなかった。彼女はトイレで再びレイプされていた。明らかに暴行された姿を見て心配するワン先生に、ベイベイは学校に通い続けたいと話し、祖父には黙っているよう懇願した。その状況に怒りを覚えたチャンは、ユングアンを叩きのめす。
その後、ユングアンは自分で手首を切り入院する。彼の母親は、勉強のストレスで行ったことであり、学校の問題とは関係ないとワン先生に伝えた。ワン先生は、ユングアンに真相を話すよう説得するが失敗する。一方、チャンの母親は、学校が入手したチャンとバオディの不適切な行為の映像を教員に見せられ警告を受ける。呆気にとられた母親は、帰宅するとチャンを激しく叱責する。そして、ベイベイは再びレイプされることを恐れて、闇医者に行き不妊手術を受けようとする。チャンとワン先生は、ベイベイを止めようと探し回るが、チャンは途中でオートバイと衝突し負傷する。ベイベイを探し当てたワン先生は手術を中断させたが、不衛生な処置を受けた彼女は感染症を発症し意識不明に陥る。
その間、入院中のユングアンのもとに、彼を以前担当していた美術教師が見舞いに訪れる。ベイベイの状況を知ったチャンは、復讐のため金槌をもってユングアンの病室に行くが、そこで彼が再び手首を切っている姿を目撃する。翌日、他の男子生徒から、幼いユングアンが教師に手を引かれ泣きながら美術室に連れ込まれる監視カメラの映像を見せられる。そして、ユングアンが長期にわたり、その男性教師にレイプされていたことを告げられる。チャンにその映像を見せられたワン先生は、校長にその事実を伝えると、以前から知っていたが学校経営に支障をきたすため揉み消していたことを聞かされる。ワン先生は、入院中のユングアンとこの件について話し合う。ユングアンは、レイプした教師への憎悪と同時に、快感を覚えてしまう自分を激しく嫌悪していることを明かした。そして、先日再びその教師が見舞いに訪れた際も行為に応じてしまったことを恥じて、自分は生きるに値しないと吐露し号泣する。
この事件は報道され、校長は退職した。病状が改善し退院したベイベイと再会したチャンは、彼女が楽しみにしていた歌仔戯を見に行く。劇に感動したベイベイは、辛い現実から心を解き放ち過去を洗い流すかのように雨に打たれ、そんな彼女を見たチャンも傘を閉じて雨を浴びる。
半年後、バスの中でチャンとベイベイは仲良く水泳の話をしながら楽しそうにしている。チャンは他の男子生徒から一緒に遊ぼうと誘われ、皆で盛り上がる。しかし、後部座席では、彼らを睨みつけるバオディの姿があった。強要されたとはいえ自分を凌辱したチャンを憎み、トラウマを抱え続けるバオディは、下腹部をジャージで覆っていた。そして、口を開けて眠る他の男子生徒を見たバオディは、自分がされたことと同じ行為に及ぼうとする。

## キャスト
- チャン - リウ・ツーチュアン（中国語版）
- ベイベイ - チェン・イェンフェイ（中国語版）
- ユングアン - キム・ヒョンビン（中国語版）
- ワン先生 - リウ・グァンティン（中国語版）
- 校長 - ヤン・グイメイ
- ベイベイの祖父 - タイ・ボー（中国語版）
- チャンの母 - チャン・ペンユー（中国語版）